# Karl Gützlaff
Karl Friedrich August Gützlaff, född 8 juli 1803, död 9 augusti 1851, var en tysk evangelisk missionär i Kina.
Gützlaff utbildade sig till missionär dels i Berlin, dels i Rotterdam. 1826 reste han till Batavia såsom missionär, och 1828 till Bangkok. 1831 begav han sig till Macao och försökte att utbreda kristendomen i Kina först genom skrifter, sedermera, efter 1843, genom att utbilda infödda kineser till missionärer i den av honom upprättade kinesisk-engelska uppfostringsanstalten i Hongkong. Till skillnad från andra protestantiska missionärer försökte Gützlaff skapa stora församlingar genom massomvändelser, något som väckte skepsis och kritik från många håll, inte minst från den svenske missionären Theodor Hamberg. Under opiumkriget var Gützlaff också engelsmännen behjälplig med kinesiska översättningar och rekognosering.
1849 begav han sig till England och Tyskland, där han försökte väcka ett livligare deltagande för missionsverket i Kina. Kort efter sin återkomst till Kina, 1851, avled han. Gützlaff översatte Nya testamentet på siamesiska och på två av siamspråkets folkdialekter, nya testamentet, profeterna och början av Moses’ böcker på kinesiska samt nya testamentet och första Mosebok på japanska.